# نازعة هيدروجين البيروفات
نازعة البيروفات (بالإنجليزية:  Pyruvate dehydrogenase)‏.يختصر ب (E1)هو أول عنصر انزيمي من مجموعة نازعات البيروفات (PDC). نازعة البيروفات يساهم في تحويل البيروفات إلى أسيتيل التميم بواسطة عملية تسمى نزع كربوكسيل البيروفات . وبعدهاأسيتيل التميم يستخدم في دورة حمض الستريك لتنفيذ التنفس الخلوي ، نازعة البيروفات ذلك يساهم في ربط تحلل المسار الأيضي ل دورة حمض الستريك والإفراج عن الطاقة عن طريق ثنائي نوكليوتيد الأدنين وأميد النيكوتين.

## خطوات التفاعل
يقوم نازعة هيدروجين البيروفات (E1) بتنفيذ التفاعلات الأولية لتحضير  معقد  نازعة هيدروجين البيروفات : ينزع الكربوكسيل من الركيزة 1 ( البيروفات ) ويختزل أستلة من الركيزة 2 ( يبويك ). فينضم يبويك إلى تساهمي الثنائي هيدروليباميد أسيتيل (E2)، والتي هي ثاني انزيم مكون الحفاز PDC. يعتبر تفاعل يحفزه نازعة البيروفات (E1) ليكون معدل منظم لخطوة تكوين معقد نازعة هيدروجين البيروفات (PDHc).

## وصلات خارجية
- Pyruvate+Dehydrogenase-E1 في المكتبة الوطنية الأمريكية للطب نظام فهرسة المواضيع الطبية (MeSH).

- http://www.brookscole.com/chemistry_d/templates/student_resources/shared_resources/animations/pdc/pdc.html